# Володино (Юргінський район)
Воло́дино (рос. Володино) — село у складі Юргінського району Тюменської області, Росія.
Населення — 454 особи (2010, 503 у 2002).
Національний склад станом на 2002 рік:
- росіяни — 92 %